# .om
.om je internetová národní doména nejvyššího řádu pro Omán.
Momentálně OMnic umožňuje registrace pouze ve třetí úrovni.
Pokud bude v .om někdy dovolena neomezená registrace domén v druhé úrovni, vznikla by tím příležitost pro cybersquatting.
Například místo yahoo.com, lze registrovat „yahooc“ pod „.om“ k vytvoření domény yahooc.om.